# La Française
A equipa ciclista de "La Française" na Bol d'or (1908)
La Française foi um antigo equipa ciclista que disputou corridas entre 1901 e 1955.

## História da equipa
A equipa chamou-se sempre  La Française acrescentando a este nome repetidamente um patrocinador secundário. Teve na ordem de aparecimento, Persan (1907), Diamant (1911-1913, 1924, 1926, 1929-1930, 1948, 1950), Hutchinson (1914) e Dunlop (1928, 1931-1937, 1943-1944, 1946-1947, 1953, 1955).

## Corredores
Os maiores ciclistas da época correram para a equipa.
- Maurice Garin (1901-1904, 1911)
- Charles Laeser
- Jean Fischer
- Lucien Pothier (1903-1904)
- Charles Crupelandt
- Émile Georget
- Léon Georget
- Paul Duboc
- Octave Lapize
- Lucien Petit-Breton
- Eugène Christophe
- Léon Scieur
- Alfredo Binda
- Georges Ronsse
- Alfons Schepers
- Roger Lapebie
- Jacques Anquetil

## Vitórias

### Grandes Voltas
- Tour de France : 1903, 1921
- 35 etapas sobre o Tour de France
- 1 etapa no Giro d'Italia de 1911

### Clássicas
- Paris-Brest-Parisː Maurice Garin (1901), Émile Georget (1911)
- Burdeos-Parisː Édouard Wattelier (1902), Cyrille Van Hauwaert (1907), Émile Georget (1910 e 1912), François Faber (1911), George Ronsse (1929 e 1930), Marcel Laurent (1938)
- Paris-Toursː Octave Lapize (1911), Charles Crupelandt (1913), Jules Rossi (1938)
- Paris Bruxelasː Octave Lapize (1911, 1912 e 1913)
- Paris-Roubaixː Charles Crupelandt (1912 e 1914), Charles Meunier (1929)
- Liège-Bastogne-Liège Léon Scieur (1920), Alfons Schepers (1931), Theo Herckenrath (1934)
- Volta à Flandresː Alfons Schepers (1933)

### Outras corridas de entidade
- 1 etapa sobre a Volta ao País Basco
- 6 etapas de Paris-Nice
- Paris-Nice (1933)
- 1 etapa do Critérium du Dauphiné
- Grande Prêmio das Nações